# Over the Edge (альбом)
Over the Edge — третий студийный альбом американской панк-рок-группы Wipers, вышедший в 1983 году.

## Об альбоме
Over the Edge был записан в конце 1982 года в арендованном лидером группы Грегом Сэйджем доме в юго-западной части Портленда на 8-дорожечный магнитофон (поэтому с «профессиональной» точки зрения альбом звучит «сырее», чем первые два, записанные на 16-дорожечный магнитофон) и был издан в 1983 году лейблом Restless.
Автор обложки (крупный план электрогитары) — Люси Кейпхарт.

## Список композиций
1. «Over the Edge» (3:49)
2. «Doom Town» (3:57)
3. «So Young» (4:21)
4. «Messenger» (1:55)
5. «Romeo» (4:04)
6. «Now Is the Time» (3:03)
7. «What Is» (2:20)
8. «No One Wants an Alien» (3:24)
9. «The Lonely One» (3:39)
10. «No Generation Gap» (3:11)
11. «This Time» (2:53)